# Hope Emerson
Pour les articles homonymes, voir Emerson.
Hope Emerson est une actrice américaine, née le 29 octobre 1897 à Hawarden (Iowa) et morte le 25 avril 1960 à Hollywood (Californie).

## Biographie
Son physique imposant (1,88 m et 109 kg) se remarque dans ses apparitions au cinéma, en 1935, puis de 1948 à 1958, ainsi qu'à la télévision, dans des séries, entre 1948 et 1959.
Parmi ses films notables, mentionnons le drame Femmes en cage de John Cromwell (1950, avec Eleanor Parker et Agnes Moorehead) et le western Convoi de femmes de William A. Wellman (1951, avec Robert Taylor et Denise Darcel). Le premier cité lui vaut une nomination à l'Oscar de la meilleure actrice dans un second rôle.
Elle joue également au théâtre à Broadway, de 1930 à 1948, dans cinq pièces, deux comédies musicales et un « drame musical » (opéra) représenté en 1947, Street Scene, dont la musique est de Kurt Weill.
Elle est morte d'une maladie du foie en 1960 à 62 ans, à Hollywood. Elle est inhumée à Grace Hill Cemetery dans sa ville natale de Hawarden, en Iowa. Elle n'a jamais été mariée, ni eu d'enfant.

## Filmographie partielle

### Au cinéma
- 1948 : La Proie (Cry of the City) de Robert Siodmak
- 1949 : Les Bas-fonds de Frisco (Thieve's Highway) de Jules Dassin
- 1949 : La Maison des étrangers (House of Strangers) de Joseph L. Mankiewicz
- 1949 : Madame porte la culotte (Adam's Rib) de George Cukor
- 1949 : Chanson dans la nuit (Dancing in the Dark) d'Irving Reis
- 1950 : Femmes en cage (Caged) de John Cromwell
- 1951 : La Belle du Montana (Belle Le Grand) d'Allan Dwan
- 1951 : Convoi de femmes (Westward the Women) de William A. Wellman
- 1951 : Double Crossbones de Charles Barton
- 1953 : Madame voulait un manteau de vison (The Lady Wants Mink) de William A. Seiter
- 1954 : La Grande Nuit de Casanova (Casanova's Big Night) de Norman Z. McLeod
- 1955 : Tant que soufflera la tempête (Untamed) d'Henry King
- 1957 : Le Fort de la dernière chance (The Guns of Fort Petticoat) de George Marshall
- 1958 : Trois bébés sur les bras (Rock-a-Bye Baby) de Frank Tashlin

### À la télévision
- 1958 : Les Aventuriers du Far West (Death Valley Days) : un épisode
- 1958-1959 : Peter Gunn : vingt-sept épisodes (la mère)

## Théâtre à Broadway (intégrale)
- 1930-1931 : Lysistrata, pièce d'Aristophane adaptée par Gilbert Seldes, avec Louise Closser Hale, Etienne Girardot, Violet Kemble-Cooper, Ernest Truex, Ian Wolfe
- 1932 : Smiling Faces, comédie musicale, musique de Harry Revel, lyrics de Mack Gordon, livret de Harry Clarke
- 1936-1937 : Swing your Lady, pièce de Kenyon Nicholson et Charles Robinson, avec John Alexander, Walter Baldwin
- 1942 : The New Moon, comédie musicale, musique de Sigmund Romberg, lyrics et livret d'Oscar Hammerstein II, Frank Mandel et Laurence Schwab, avec Gene Barry, Marcel Journet
- 1944-1945 : Chicken Every Sunday, pièce de Julius J. et Philip G. Epstein, d'après un roman de Rosemary Taylor, avec Mary Philips, Rhys Williams
- 1947 : Street Scene, drame musical, musique de Kurt Weill, lyrics de Langston Hughes, livret d'Elmer Rice (d'après sa pièce éponyme), direction musicale de Maurice Abravanel, avec Anne Jeffreys
- 1947 : The Magic Touch, pièce de Charles Raddock et Charles Sherman
- 1948 : The Cup of Trembling, pièce de Louis Paul, mise en scène de Paul Czinner, avec Elisabeth Bergner, John Carradine, Arlene Francis, Millard Mitchell, Philip Tonge

## Distinctions (sélection)
- 1951 : nomination à l'Oscar de la meilleure actrice dans un second rôle, pour Femmes en cage.